# Bahnstrecke Blumenberg–Eilsleben
| Bahnhof Wanzleben (b Magdeburg), 2018. |                         |                          |                          |
| Streckennummer: | 6861                    |                          |                          |
| Kursbuchstrecke (DB): | 316 (2002)              |                          |                          |
| Kursbuchstrecke: | 158b (1934) 205e (1944) |                          |                          |
| Streckenlänge: | 25,3 km                 |                          |                          |
| Spurweite: | 1435 mm (Normalspur)    |                          |                          |
| Streckenklasse: | D2                      |                          |                          |
| |                         |                          |                          |
| \| \| \| von Halberstadt \| \| \| \| \| von Staßfurt \| \| \| \| \| von Schönebeck (Elbe) \| \| \| \| 0,00 \| Blumenberg (Pv bis 2018) \| Blumenberg (Pv bis 2018) \| \| \| \| nach Magdeburg \| \| \| \| 4,29 \| Wanzleben (b Magdeburg) \| Wanzleben (b Magdeburg) \| \| \| 8,60 \| Anschluss Nordzucker AG \| Anschluss Nordzucker AG \| \| \| 10,32 \| Klein Wanzleben \| Klein Wanzleben \| \| \| 12,65 \| Remkersleben \| Remkersleben \| \| \| 17,61 \| Seehausen (Kr Wanzleben) \| Seehausen (Kr Wanzleben) \| \| \| \| von Magdeburg \| \| \| \| \| von Haldensleben \| \| \| \| 25,30 \| Eilsleben (b Magdeburg) \| Eilsleben (b Magdeburg) \| \| \| \| nach Schöningen \| \| \| \| \| nach Helmstedt \| \| |                         |                          |                          |
| Strecke |                         | von Halberstadt          | von Halberstadt          |
| Abzweig geradeaus und ehemals von rechts |                         | von Staßfurt             | von Staßfurt             |
| Abzweig geradeaus und ehemals von rechts |                         | von Schönebeck (Elbe)    | von Schönebeck (Elbe)    |
| Dienststation / Betriebs- oder Güterbahnhof | 0,00                    | Blumenberg (Pv bis 2018) | Blumenberg (Pv bis 2018) |
| Abzweig geradeaus und nach rechts |                         | nach Magdeburg           | nach Magdeburg           |
| ehemaliger Bahnhof | 4,29                    | Wanzleben (b Magdeburg)  | Wanzleben (b Magdeburg)  |
| Abzweig ehemals geradeaus und nach rechts | 8,60                    | Anschluss Nordzucker AG  | Anschluss Nordzucker AG  |
| Bahnhof (Strecke außer Betrieb) | 10,32                   | Klein Wanzleben          | Klein Wanzleben          |
| Haltepunkt / Haltestelle (Strecke außer Betrieb) | 12,65                   | Remkersleben             | Remkersleben             |
| Bahnhof (Strecke außer Betrieb) | 17,61                   | Seehausen (Kr Wanzleben) | Seehausen (Kr Wanzleben) |
| Abzweig ehemals geradeaus und von rechts |                         | von Magdeburg            | von Magdeburg            |
| Abzweig geradeaus und ehemals von rechts |                         | von Haldensleben         | von Haldensleben         |
| Bahnhof | 25,30                   | Eilsleben (b Magdeburg)  | Eilsleben (b Magdeburg)  |
| Abzweig geradeaus und ehemals nach links |                         | nach Schöningen          | nach Schöningen          |
| Strecke |                         | nach Helmstedt           | nach Helmstedt           |

Die Bahnstrecke Blumenberg–Eilsleben ist eine 25,3 Kilometer lange, eingleisige Bahnstrecke in Sachsen-Anhalt. Wegen ihrer früheren Hauptfracht wird sie seit den 1990er Jahren auch als Zuckerbahn bezeichnet.

## Geschichte
Die Konzession für die Strecke Blumenberg–Eilsleben wurde vom preußischen Landtag am 25. Februar 1881 erteilt. Für die Belieferung der Zuckerfabriken während der Rübenkampagne wurden erste Teilstrecken schon vorzeitig für den Güterverkehr eröffnet: Am 5. Oktober 1882 der Abschnitt Blumenberg–Klein Wanzleben und zehn Tage später, am 15. Oktober, der Abschnitt Eilsleben–Seehausen.
Im Jahr darauf, am 1. September 1883, wurde die ganze Strecke in Betrieb genommen und auch der Personenverkehr eingeführt.
Die Bedeutung der Bahn lag mehrheitlich im Güterverkehr. Vor allem landwirtschaftliche Erzeugnisse wurden befördert, hier besonders Zuckerrüben im Herbst. Aber auch der Personenverkehr war zeitweise rege.
1944 verkehrten werktags sechs Zugpaare, sonntags drei. 1989 war es ähnlich: Werktags sechs Zugpaare und sonntags vier. Dazu gab es noch einzelne Züge auf Teilstrecken. Zuletzt reichte allerdings ein Schienenbus der Baureihe 771 ohne Beiwagen.
Am 28. September 2002 wurden der Personenverkehr auf der Gesamtstrecke und der Güterverkehr auf dem Streckenabschnitt Eilsleben–Klein Wanzleben eingestellt. Dieser wurde zum 31. Dezember 2003 stillgelegt und mit Ausnahme der Bahnübergänge 2007 demontiert. Nach einer öffentlichen Ausschreibung der Strecke durch die Deutsche Bahn wurde sie 2005 von der Deutschen Regionaleisenbahn (DRE) übernommen. Als Ende 2007 ein Tochterunternehmen der Nordzucker AG ein Bioethanolwerk in Klein Wanzleben neu errichtete, unterstützte das Land Sachsen-Anhalt den Ausbau des Abschnitts Blumenberg–Klein Wanzleben (vor allem die Erhöhung der Achslasten auf 22,5 Tonnen) sowie den Neubau der Verladestation und der Anschlussgleise auf dem Gelände der Zuckerfabrik mit einer Million Euro. Seit dem 29. August 2008 hat die Infrastruktur wieder die Stellung einer öffentlichen Bahn und es werden jährlich etwa 100.000 Tonnen Bioethanol in Kesselwagen von Klein-Wanzleben zum Magdeburger Hafen befördert. Anfang 2011 konnte die Anzahl der 1.000 Tonnen schweren Ganzzüge auf zwei je Woche erhöht werden. Ein Zug ersetzt rund 50 Tanklasttransporte auf der Straße.